# Michael J. D. Powell
Pour les articles homonymes, voir Powell.
Michael James David Powell (29 juillet 1936-19 avril 2015) est un mathématicien britannique, qui travaille au Département de mathématiques appliquées et de physique théorique (DAMTP) de l'université de Cambridge,,,.

## Éducation
Né à Londres, Powell fait ses études à la Frensham Heights School et à l'Eastbourne College. Il obtient son baccalauréat ès arts suivi d'un doctorat en sciences (DSc) en 1979 à l'université de Cambridge.

## Carrière et recherche
Powell est connu pour ses travaux approfondis en analyse numérique, en particulier l'optimisation et l'approximation non linéaires. Il est membre fondateur de l'Institute of Mathematics and its Applications et rédacteur en chef fondateur du Journal for Numerical Analysis. Il travaille sur les méthodes quasi-Newton, en particulier la formule de Davidon-Fletcher-Powell et la formule symétrique de Broyden de Powell, la fonction lagrangienne augmentée (également appelée fonction de pénalité de Powell- Rockafellar), la méthode de programmation quadratique séquentielle (également appelée Wilson-Han-Powell), les algorithmes de région de confiance (méthode du dog leg de Powell), la méthode de direction conjuguée (également appelée méthode de Powell) et la fonction de base radiale. Il travaille aussi sur des algorithmes d'optimisation sans dérivés ces dernières années, les algorithmes résultants comprenant NEWUOA, BOBYQA et LINCOA. Il est l'auteur de nombreux articles scientifiques et de plusieurs livres, notamment Approximation Theory and Methods.
Powell remporte plusieurs prix, dont le prix George-B.-Dantzig de la Mathematical Programming Society/Society for Industrial and Applied Mathematics (SIAM) et le prix Naylor de la London Mathematical Society. Powell est élu associé étranger de l'Académie nationale des sciences des États-Unis en 2001 et membre correspondant de l'Académie des sciences australienne en 2007,,,.